# Бубакар Саного
Бубакар Саного (на френски: Boubacar Sanogo) е котдивоарски футболист, роден на 17 декември 1982 в Димбокро, Кот д'Ивоар.

## Кариера
Саного прави първи стъпки във футбола с отбора на ФК Сироко. През 1999 г. преминава в тунизийския отбор Есперанс. В периода 2002 – 2005 играе за Ал Аин от Обединените арабски емирства. Там изиграва 54 мача и вкарва 43 гола и също така печели Азиатската шампионска лига през 2003 г.
През сезон 2005/2006 е закупен от Кайзерслаутерн. Още в първия си мач отбелязва гол и бързо се превръща в любимец на феновете. Година по-късно преминава в Хамбургер ШФ, като предполагаемата трансерна сума е 3,8 милиона евро. Там също отбелязва гол в първия си официален мач.
Саного често е обект на критика и е освиркван от феновете, защото за 31 мача за Хамбургер успява да вкара само четири гола. Това е и причината той да изяви желание да напусне отбора, въпреки че треньорът Хюб Стевенс и спортният директор Дитмар Байерсдорфер не са съгласни това да стане. Въпреки това в края на юли 2007 Саного подписва договор с Вердер Бремен до 2011 година. Трансферната сума е около 5 милиона евро, като тя може да нарасне до 6 милиона в зависимост от представянето на Вердер в първенството. През зимната пауза на сезона 2008/2009 е преотстъпен от Вердер на ТШГ 1899 Хофенхайм. През есента на 2009 г. преминава във френския АС Сент Етиен.

## Успехи
- Печели Азиатската шампионска лига: 1 – 2003
- Голмайстор на първенството на ОЕА
- Футболист на Бундеслигата за месец февруари 2006

## Любопитно
- Прякори: Буба, Бобикар (вид детска играчка)
- Хобита: баскетбол, плуване
- Женен, има син и дъщеря
- За Хамбургер отбелязва по един гол в първите си мачове за първенството, купата, Купата на лигата и Шампионската лига